# Duba
Duba er en by i det nordvestlige Saudi-Arabien, med et indbyggertal på 39.543 (2022). Byen er hovedstad i landets Tobuk-provins, på kysten til Det Røde Hav.